# Stepan Ivanovič Aljušin
Stepan Ivanovič Aljušin (rusko Степан Иванович Алюшин), sovjetski general, * 1902, † 1970.